# Couto (Barcelos)
Couto is een plaats (freguesia) in de Portugese gemeente Barcelos en telt 349 inwoners (2001).

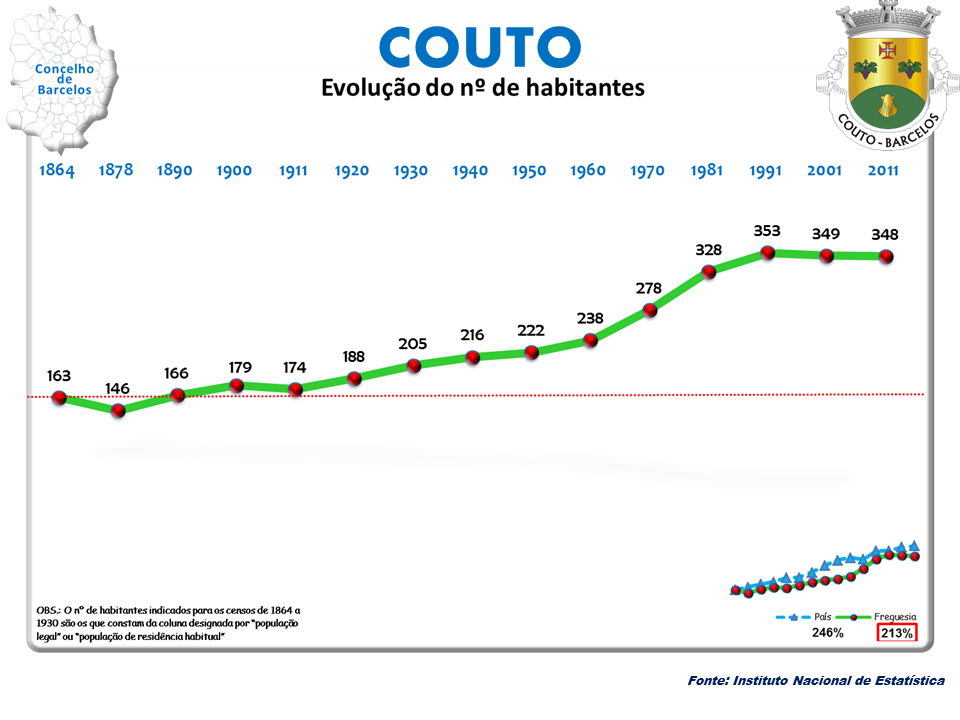
Bevolkingsontwikkeling tussen 1864 en 2011